# Парк Астерикс
Астерикс (фр. Parc Astérix) — тематический парк аттракционов на тему племени галлов, героем которого является вымышленный персонаж-галл Астерикс. Расположен в Плайи (Plailly), департамент Уаза, около автострады A1 «Париж-Лиль». Открыт с весны 1989 года. Ежегодный оборот — 65 млн евро. Это третий парк аттракционов по посещаемости во Франции после парижского Диснейленда и Футуроскопа возле города Пуатье: примерно 1 800 000 посетителей в год. При парке есть гостиница.

## Аттракционы
На данный момент в парке имеется 36 аттракционов, в их числе 8 американских и 4 водные горки. Аттракционы есть для посетителей всех возрастов и имеют свой «национальный» колорит. Парк разделен на тематические части: «Египет», «Галлия», «Римская империя», «Греция», «Викинги» и «Пересечение времен». В каждой части есть свои уникальные аттракционы. Также в парке проводятся 5 интересных спектаклей, один из которых с дельфинами.

## Туристическая информация
Адрес: Parc Asterix, 60128 Plailly.
Парк Астерикс имеет большое количество водных аттракционов и представлений, поэтому открыт он только в теплое время года, то есть с апреля по сентябрь. В сентябре и октябре парк работает только в выходные. Обычное Архивная копия от 7 декабря 2015 на Wayback Machine время работы с 10 до 18 или 20 (в выходные июля-августа) часов.